# Anomala menadensis
Anomala menadensis är en skalbaggsart som beskrevs av Ohaus 1924. Anomala menadensis ingår i släktet Anomala och familjen Rutelidae. Inga underarter finns listade i Catalogue of Life.